# Oligomyrmex santschii
Oligomyrmex santschii är en myrart som beskrevs av Weber 1943. Oligomyrmex santschii ingår i släktet Oligomyrmex och familjen myror. Inga underarter finns listade i Catalogue of Life.